# Karma (альбом Kazka)
Karma — дебютний студійний альбом українського гурту «KAZKA», який було презентовано 27 квітня 2018 року.

## Опис
Альбом був записаний на студії звукозапису «Iksiy Music» у Києві. Музичними продюсерами альбому стали Юрій Нікітін та Андрій Уреньов. Слова та музику написали Сергій Єрмолаєв (Ранов), Андрій Ігнатченко, Сергій Локшин, Катерина Рогова та Катерина Офліян. У березні 2017 року пісня «Свята» стала дебютом гурту, а також пісні «Дива», «Сама» та «Плакала» було видано, як сингли на підтримку альбому. Усього в альбомі десять композицій, серед є кавер-версія пісні «Мовчати» гурту «Скрябін» та Ірини Білик. Альбом видано під лейблом «Mamamusic».

## Список пісень
| #     | Назва     | Автор слів       | Автор музики                              | Тривалість |
| ----- | --------- | ---------------- | ----------------------------------------- | ---------- |
| 1.    | «Карма»   | Сергій Локшин    | Сергій Єрмолаєв (Ранов) Андрій Ігнатченко | 4:05       |
| 2.    | «Свята»   | С. Локшин        | С. Єрмолаєв А. Ігнатченко                 | 3:09       |
| 3.    | «Сама»    | С. Локшин        | С. Єрмолаєв А. Ігнатченко                 | 3:57       |
| 4.    | «Запала»  | С. Локшин        | С. Єрмолаєв А. Ігнатченко                 | 3:52       |
| 5.    | «Він»     | Катерина Офліян  | К. Офліян                                 | 3:08       |
| 6.    | «Дива»    | С. Локшин        | С. Єрмолаєв А. Ігнатченко                 | 2:54       |
| 7.    | «Танці»   | С. Локшин        | С. Єрмолаєв А. Ігнатченко                 | 3:24       |
| 8.    | «Ніхто»   | Катерина Рогова  | К. Рогова                                 | 3:14       |
| 9.    | «Мовчати» | Андрій Кузьменко | А. Кузьменко                              | 4:09       |
| 10.   | «Плакала» | С. Локшин        | С. Єрмолаєв А. Ігнатченко                 | 3:44       |
| 35:29 |           |                  |                                           |            |